# Niwki (województwo świętokrzyskie)
Niwki – osada leśna w Polsce w województwie świętokrzyskim, w powiecie koneckim, w gminie Słupia Konecka.